# Koki Kiyotake
Koki Kiyotake (født 20. marts 1991) er en japansk fodboldspiller, som spiller for den japanske fodboldklub Tokushima Vortis.